# Атзан-Етроатфонтен
Атзан-Етроатфонтен (на френски: Athesans-Etroitefontaine) е община в Източна Франция, департамент От Сон на регион Бургундия-Франш Конте. Населението ѝ е 657 души (по приблизителна оценка от януари 2016 г.).